# 首尔市立交响乐团
首尔市立交响乐团（韓語：서울시립교향악단，SPO）成立于1948年，是韩国最古老和有名的交响乐团。它的总部设在首尔主要表演场地是世宗文化會館。现任音乐总监是奥斯莫·万斯凯。